# Fissidentalium capillosum
Fissidentalium capillosum är en blötdjursart som först beskrevs av John Gwyn Jeffreys 1877.
Fissidentalium capillosum ingår i släktet Fissidentalium och familjen Dentaliidae. Inga underarter finns listade i Catalogue of Life.